# Спиридоновская церковь на Козьем болоте
Церковь Спиридона Тримифунтского на Козьем болоте (Спиридоновская церковь на Козьем болоте) — утраченный православный храм в Москве, находившийся на улице, носящей его имя — Спиридоновка, на месте современного дома № 24/1 (угол Спиридоньевского переулка).

## История
Единственная в старой Москве церковь во имя Спиридона Тримифунтского, была построена в конце XVI — начале XVII века — первое упоминание о деревянной церкви встречается в книге патриаршего казённого приказа за 1627 год (сведения о более раннем периоде сгорели в пожаре 3 мая 1626 года).
В 1633 году патриарх Филарет в своих владениях на Козьем болоте начал строительство каменной церкви. В 1636 году закончен придел во имя святителя Спиридона, что послужило основанием для устоявшегося названия церкви — Спиридоновская, хотя, когда был готов алтарь во имя Рождества Богородицы, храм официально назывался церковь Рождества Пресвятой Богородицы, а за правым приделом закрепилось название Спиридоновский. Примерно в 1666 году был освящён левый придел — святителя Николая Чудотворца. В 1717 году «коштом приходских людей» сооружён новый придел Святых Апостолов Петра и Павла, перестроенный и освящённый в 1752 году.
В 1812 году, при французах, храм сильно пострадал, лишившись также сгоревшей крыши, и к 1813 году тёплый Петропавловский придел был переосвящён в Спиридоновский, к 1821 году сооружён левый тёплый придел святителя Николая, а от старой церкви остался центральный Рождественский придел с тремя апсидами.
В 1930 году церковь была снесена (необходимые обмеры успел сделать Пётр Барановский), в 1932—1934 годах на её месте был возведён дом треста «Теплобетон».